# رکا هریس
رکا هریس (به انگلیسی: Rekha Harris) (زاده ۲۸ اوت ۱۹۷۰) بازیگر هندی است.
از کارهای معروف او می‌توان به بازی در فیلم علامت اشاره کرد.

## فیلم‌شناسی
فهرست برخی از فیلم‌هایی که رکا هریس در آن‌ها به ایفای نقش پرداخته است:
- علامت-۱۹۹۱
- پریاساکهی-۲۰۰۵
- دغل-۲۰۰۷
- ده زندگی-۲۰۰۸
- پازانی-۲۰۰۸
- پسر وفادار-۲۰۱۰
- پول پول، پول بیشتر-۲۰۱۲
- رهبر-۲۰۱۳
- روزهای بنگلور-۲۰۱۶